# 小行星1128
小行星1128（1128 Astrid）是一颗围绕太阳公转的小行星。1929年3月10日，歐仁·約瑟夫·德爾波特在于克勒发现了此天体。
該小行星以瑞典公主阿斯特麗德命名。
这颗小行星的绝对星等为11.11等。